# Kabinett Päts I

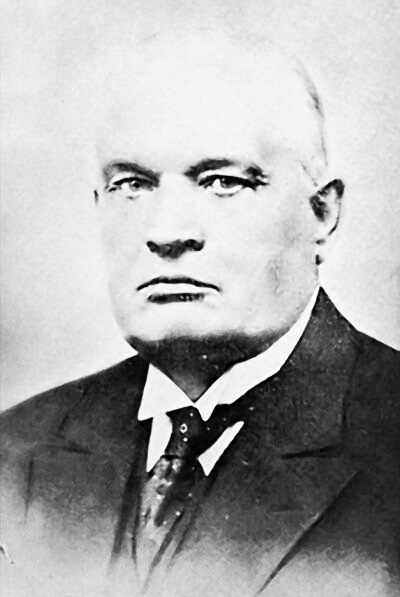
Konstantin Päts, hier in einer Aufnahme von 1934

Regierung der Republik Estland unter dem Staatsältesten Konstantin Päts (Kabinett Päts I). Amtszeit: 25. Januar 1921 bis 21. November 1922.

## Regierung
Die Regierung Päts war nach offizieller Zählung die 9. Regierung der Republik Estland seit Ausrufung der staatlichen Unabhängigkeit 1918. Sie blieb 666 Tage im Amt.
Der Koalitionsregierung gehörten an:
- Põllumeeste Kogud (Bund der Landwirte, PK)
- Eesti Tööerakond (Estnische Arbeitspartei, ETE)
- Kristlik Rahvaerakond (Christliche Volkspartei, KRE)
- Eesti Rahvaerakond (Estnische Volkspartei, ER)

## Kabinett
| Ressort                                           | Name                        | Amtszeit                | Partei    |
| ------------------------------------------------- | --------------------------- | ----------------------- | --------- |
| Staatsältester                                    | Konstantin Päts             | 25.01.1921 – 21.11.1922 | PK        |
| Außenminister                                     | Anton Piip                  | 25.01.1921 – 20.10.1922 | ETE       |
| Handels- und Industrieminister                    | Juhan Kukk                  | 25.01.1921 – 18.11.1921 | ETE       |
| Handels- und Industrieminister (geschäftsführend) | Anton Piip                  | 18.11.1921 – 16.12.1921 | ETE       |
| Handels- und Industrieminister (geschäftsführend) | Karl Ipsberg                | 16.12.1921 – 21.11.1922 | PK        |
| Handels- und Industrieminister (geschäftsführend) | Anton Piip                  | 23.11.1921 – 16.12.1921 | ETE       |
| Kriegsminister                                    | Jaan Soots                  | 25.01.1921 – 21.11.1922 | PK        |
| Bildungsminister                                  | Heinrich Nikolai Bauer      | 25.01.1921 – 21.11.1922 | KRE       |
| Innenminister                                     | Karl Einbund                | 25.01.1921 – 21.11.1922 | ER        |
| Landwirtschaftsminister                           | Bernhard Alexander Rostfeld | 25.01.1921 – 21.11.1922 | parteilos |
| Gerichtsminister                                  | Jaak Reichmann              | 25.01.1921 – 21.11.1922 | PK        |
| Finanzminister                                    | Georg Vestel                | 25.01.1921 – 21.11.1922 | PK        |
| Verkehrsminister (geschäftsführend)               | Anton Piip                  | 26.01.1921 – 23.11.1921 | PK        |
| Verkehrsminister                                  | Bernhard Alexander Rostfeld | 23.11.1921 – 16.12.1922 | parteilos |
| Verkehrsminister                                  | Karl Ipsberg                | 16.12.1921 – 21.11.1922 | PK        |
| Arbeitsminister (geschäftsführend)                | Karl Einbund                | 26.01.1921 – 27.04.1921 | ER        |
| Arbeitsminister (geschäftsführend)                | Juhan Kukk                  | 27.04.1921 – 23.11.1921 | ETE       |
| Arbeitsminister (geschäftsführend)                | Anton Piip                  | 23.11.1921 – 16.12.1921 | ETE       |
| Arbeitsminister                                   | Christian Kaarna            | 16.12.1921 – 20.10.1922 | ETE       |
| Sozialminister (geschäftsführend)                 | Karl Einbund                | 27.04.1921 – 16.12.1921 | ER        |
| Sozialminister (geschäftsführend)                 | Karl Einbund                | 26.01.1921 – 16.12.1921 | ER        |
| Sozialminister (geschäftsführend)                 | Christian Kaarna            | 16.12.1921 – 20.10.1922 | ETE       |
| Ernährungsminister (geschäftsführend)             | Bernhard Alexander Rostfeld | 26.01.1921 – 21.11.1922 | parteilos |